# Auditorium des Halles
L’auditorium des Halles est un auditorium souterrain situé dans le Forum des Halles qui a été progressivement annexé par le Forum des images à usage de salle de cinéma.

## Historique
Il a été construit avec le reste du Nouveau Forum des Halles, partie de ce Forum consacrée notamment aux loisirs. Les spectateurs y accédaient par le 5, porte Saint-Eustache. Cet auditorum de 636 places complétait, dans le centre de Paris, le théâtre de la Ville et le théâtre musical de Paris.
La qualité acoustique de cet auditorium était assurée par un fond de scène en bois.
La gestion de l’auditorium fut confiée à la salle Pleyel.
Voisin de la Maison des Conservatoires, l’auditorium servait à des auditions publiques des élèves des conservatoires.
La vocation purement musicale de l’auditorium des Halles s’est heurtée à la volonté d’expansion de sa voisine immédiate la Vidéothèque de Paris devenue le Forum des images. De plus, cette partie du Forum des Halles a de plus en plus été vouée au cinéma avec l’arrivée du multiplexe UGC Ciné Cité Les Halles et de la bibliothèque du cinéma François-Truffaut : la Grande-Galerie a même pris le nom de rue du Cinéma.
En 1998, l’emprise du Forum des images est déjà sensible ; la direction du Forum des images indiquant : « L’Auditorium nous fournit une belle salle de 536 places, que nous avons équipée d’un écran plat, adapté à l’authenticité de l’image cinéma traditionnelle. Et le volume et l’équipement scénique nous permettront d’accueillir des spectacles vivants de musique et de danse. 
»
Pour le Forum des images, l’auditorium des Halles devient la « salle 500 », en référence au nombre approximatif de places.
En 2008, le Forum des images rouvre après travaux : la salle 500 dont la pente a été adoucie n’a plus que 440 places refaites par l’architecte Dominique Brard. Un  projecteur numérique a aussi été installé.
Un passage intérieur a été aménagé pour joindre la salle 500 au reste du Forum des Images : plus besoin de rentrer pour prendre un billet et de devoir en ressortir comme avant 2008. L’accès à la salle 500 se fait désormais par le 2, rue du Cinéma (entrée du Forum des Images).